# Lista episoadelor din Sola
Aceasta este o listă a episoadelor din anime-ul japonez Sola

## Episoade

### Anime (2007)
1. Umbrela de culoarea cerului 
2. Uitându-ne la cerul albastru 
3. O zi liniștită 
4. Dorința a doi oameni 
5. Ploaia de lumină 
6. Sângele sacrificiului 
7. Noaptea mohorâtă 
8. Sentimente eterne 
9. Sfârșitul unei promisiuni 
10.Visul șovăitor 
11.Imaginile unei reverii 
12.Legătura dintre lumină și întuneric 
13.Cerul

### OVA 2007
14.A Different Route
15.Towards the Dawning Sky